# Den stora illusionen (film)
Den stora illusionen (originaltitel: La Grande illusion) är en fransk krigsfilm från 1937 i regi av Jean Renoir, som också skrev manuset ihop med Charles Spaak. Filmens tema kretsar kring hur klasstillhörigheterna bland några franska krigsfångar hos tyskarna vid Första världskriget påverkar synen på varandra, men även över nationstillhörigheterna. Filmen har många gånger ansetts vara en av de bästa genom tiderna, bland annat av Orson Welles.
Filmens titel kommer från boken The Great Illusion (svensk titel: Europas synvilla) från 1909 av brittiske fredspristagaren, författaren och Labourpolitikern Norman Angell. Boken driver tesen att krig i Europa är fåfängt, eftersom de europeiska länderna drivs av gemensamma ekonomiska intressen.

## Medverkande
| Jean Gabin         | – Löjtnant Maréchal                      |
| Marcel Dalio       | – Löjtnant Rosenthal                     |
| Pierre Fresnay     | – Kapten de Boeldieu                     |
| Erich von Stroheim | – Kapten (senare Major) von Rauffenstein |
| Dita Parlo         | – Elsa                                   |
| Julien Carette     | – Cartier                                |
| Gaston Modot       | – En ingenjör                            |
| Georges Péclet     | – En officer                             |
| Werner Florian     | – Sergeant Arthur                        |
| Jean Dasté         | – En lärare                              |
| Sylvain Itkine     | – Löjtnant Demolder                      |